# Молдова Веке
Молдова Веке (на румънски: Moldova Veche – Стара Молдова; на немски: Alt-Moldowa; на унгарски: Ómoldova) е село в Румъния, окръг Караш-Северин, община Молдова Ноуъ, в историческия Банат.

## География
Разположено е на левия румънски бряг река на Дунав, на km 1048 от влива ѝ в Черно море. Има пристанище. В Молдова Веке е румънската управа на Дунавския речен път през пролома Железни врата.
Населението на селото е от 9510 души. По етнически състав жителите му се разпределят така:
- румънци – 7511 д. (79 %)
- сърби – 1411 д. (14,8 %)
- унгарци (227), цигани (217), чехи (79) и др.

## История
От района на селото през 101 г. император Траян започва похода си срещу даките, които гръцкият историк Херодот нарича с името гети. Херодот посещава мястото през 463 г. пр.н.е.
Споменавано е от 1588 г. В селото е имало стара крепост, съществувала до XVIII век.